# Латиський добровольчий легіон СС
Латиський добровольчий легіон СС (нім. Lettische SS-Freiwilligen-Legion, лат. Latviešu SS brīvprātīgo leģions) — військове формування Третього Рейху, що організаційно входило до складу Ваффен-СС, сформоване на території Латвії за часів Другої світової війни. Було сформовано 2 дивізії:
- 15-та гренадерська дивізія СС (1-ша латвійська)
- 19-та гренадерська дивізія СС (2-га латвійська)

## Історія
Станом на 1 липня 1944 року, за даними Генеральної інспекції, втрати Латиського легіону становили 2 723 вбитими і 644 померлими (всього 3 367), 2 417 зниклими безвісти, 7 305 пораненими. Втрати з 1 липня 1944 року до моменту капітуляції точно не відомі, але оцінюються приблизно в 50-60 000 чоловік (слід зазначити, що ця цифра базується на розширеному розумінні Латиського легіону, що включає всі латиські військові формування).
Наприкінці війни 25 000-30 000 латиських військовослужбовців потрапили в полон до західних союзників і близько 50 000 — до радянських.